# Верховцев, Аполлон Ильич
Аполлон Ильич Верховцев (Верховцов) (1811—1886) — почётный опекун Московского опекунского совета, действительный тайный советник.

## Биография
Родился 13 (25) февраля 1811 года в московской купеческой семье Ильи Алексеевича Верховцова (ок. 1758 — 02.04.1820). По воспоминаниям Ф. И. Буслаева:

Аполлон Ильич был замечательно красивый молодой человек, лет двадцати пяти, с правильными, так называемыми античными чертами лица, с большими карими глазами, брюнет; позднее носил длинные и тонкие бакенбарды, которые изящно обрамляли его смуглое лицо. В обществе он производил эффект, как своей наружностью, так и отличным голосом: у него был замечательный тенор
В службу вступил 13 февраля 1839 года.
В 1846 году был записан в III часть дворянской родословной книги Московской губернии.
В 1857 году был назначен директором канцелярии Московского опекунского совета; с декабря 1868 года — почётный опекун этого совета; управлял в течение 5 лет московским вдовьим домом и в течение 15 лет хозяйственной частью московских женских училищ — Екатерининского и Александровского. В 1884 году из-за болезни освобожден от управления Екатерининским и Александровским институтами и участвовал только в заседаниях опекунского совета.
В августе 1859 года был произведён в чин действительного статского советника. Был награждён орденом орденом Св. Станислава 2-й степени; в 1861 году — орденом Св. Владимира 3-й степени. В 1863 году получил орден Св. Станислава 1-й степени, в 1866 году — орден Св. Анны 1-й степени. 
В 1867 году был пожалован потомственным дворянским достоинством.
В 1871 году, уже в чине тайного советника (с 21.12.1868), был награждён орденом Св. Владимира 2-й степени, в 1874 году орденом Белого Орла. В 1879 году был произведён в действительные тайные советники, а 15 мая 1883 года награждён орденом Св. Александра Невского. 
Умер 9 (21) апреля 1886 года. Был похоронен в Симоновом монастыре. 

## Семья
Жена — дочь ректора Харьковского университета Т. Ф. Осиповского, Ольга (08.02.1813—03.05.1865). Их сыновья, Александр (1837—1900) и Леонид (1843—1903) дослужились до чина тайного советника.